# Gefecht von Tres Forcas

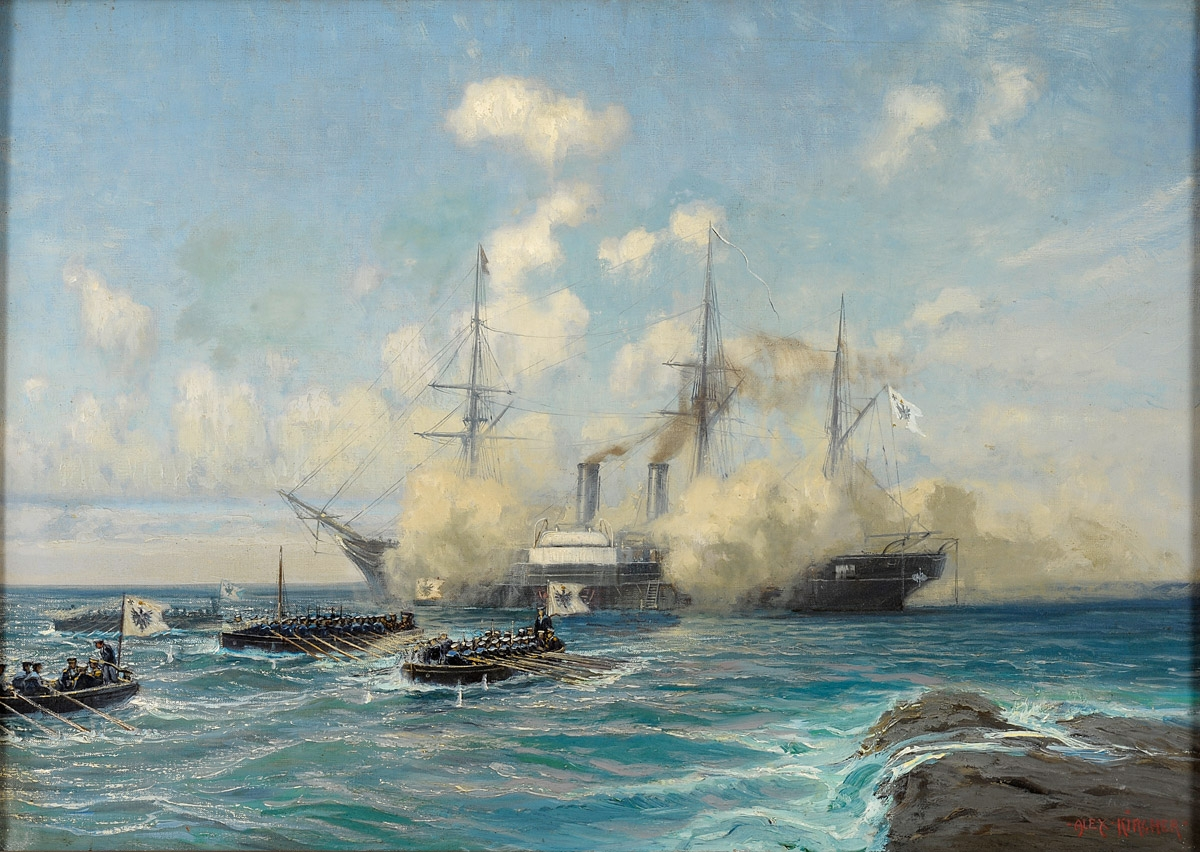
Die Landung bei Tres Forcas, Gemälde von Alexander Kircher

Auf einer Auslandsreise der preußischen, maschinenangetriebenen Korvette Danzig unter der Führung des Admirals Prinz Adalbert von Preußen kam es am 7. August 1856 zum Gefecht von Tres Forcas zwischen preußischen Marineeinheiten und Rifkabylen, einem Berberstamm in Marokko. Dies war eines der ersten Beispiele deutscher Kanonenbootpolitik.
Prinz Adalbert hatte entschieden, auf dem Weg in die Donaumündung im Schwarzen Meer, in der gemäß dem Pariser Frieden ein deutsches Kriegsschiff stationiert werden sollte, die Rif-Küste in Marokko zu erkunden. Dort war vier Jahre zuvor am 7. Dezember 1852 die preußische Brigg Flora von der Besatzung eines Küstenfahrzeugs der Rifs überfallen und ausgeplündert worden. Die Flora befand sich auf dem Weg von der Ostsee nach Marseille. Bei diesem Piratenüberfall hatte sich die Besatzung der Brigg zur Wehr gesetzt, wobei der Kapitän verletzt und ein Matrose getötet wurde. Die Flora setzte ihre Reise fort und zeigte den Vorfall nach ihrer Ankunft beim preußischen Konsul in Marseille an.
Prinz Adalbert ließ am 7. August 1856 zunächst zwei Boote bemannen und ausbringen und auf die Küste zufahren. Nachdem diese von Einheimischen unter Feuer genommen worden waren, fuhr die Danzig bis auf 600 Meter an das Ufer heran, um den eigenen Truppen Feuerschutz zu geben. Daraufhin befahl der Admiral ein Landungsunternehmen. Insgesamt bestand das Landungskorps aus 68 Mann, näherhin
- einem Admiral
- 13 Seeoffizieren (einschließlich der Fähnriche und Seekadetten)
- 1 Offizier vom Seebataillon
- 30 Matrosen und Schiffsjungen
- 23 Seesoldaten.[1]

Der Prinz entschloss sich, die Operation selbst anzuführen. In den Mittagsstunden führte er einen Überraschungsangriff über eine steile Bergwand von fast 40 Metern mitten ins stärkste feindliche Feuer. Dieser Angriff gelang weitgehend, und die Einheimischen wurden auf eine Hochfläche zurückgedrängt. Allerdings erhielten diese kontinuierlich weitere personelle Verstärkung, und Prinz Adalbert musste schließlich befürchten, mit seinen Truppen vom Ufer abgeschnitten zu werden. Daher entschied er sich zum Rückzug, wobei die Leichname dreier Gefallener (Matrose Springstubbe, Schiffsjunge Selke, Seesoldat Lipke) an Land zurückgelassen werden mussten.

Marine-Denkmal Gibraltar, Eisenguss von Ernst Herter, 1862/63

Bei diesem Gefecht fielen auf preußischer Seite insgesamt sieben Mann, 22 wurden verwundet. Unter den Toten war auch Prinz Adalberts Adjutant, Leutnant zur See Theodor Niesemann, der zwar vom ersten Offizier Arthur von Bothwell noch lebend an Bord zurückgebracht werden konnte, dort aber gleich verstarb. Der Admiral selbst erhielt einen Oberschenkeldurchschuss. Unter den Verwundeten befand sich auch der erst 16-jährige Seekadett und spätere Admiral Eduard von Knorr. Den Gefallenen wurde nach einer Spendenaktion in der gesamten preußischen Marine im Jahr 1863 in Gibraltar ein Denkmal in Form eines Adlers gesetzt. Vom Denkmal selbst ist heute nur noch der Adler erhalten, die Gräber existieren allerdings noch.
Unabhängig von der Tatsache, dass das Unternehmen aus taktischer Sicht eigentlich ein Fehlschlag war, wurde in der öffentlichen Wahrnehmung und insbesondere innerhalb der preußischen und später der deutschen Marine jahrzehntelang der persönliche Mut der Beteiligten um den hochangesehenen „Prinz-Admiral“ hervorgehoben und gewürdigt.